# Zhang Zhidong

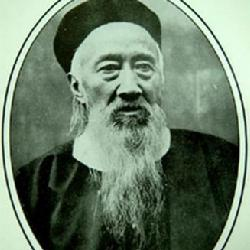
Zhang Zhidong

Zhang Zhidong, Traditioneel Chinees: 張之洞, Vereenvoudigd Chinees: 张之洞, Wade-Giles Chang Chih-tung, 1837-1909, was een Chinese politicus aan het einde van de Chinese Qing-dynastie. De familie van Zhang 张 kwam oorspronkelijk uit Nanpi.
Zhang werd nadat hij zijn examens met goed gevolg had afgelegd, benoemd in de Hanlin-academie. Hij is ook nog directeur van onderwijs geweest in de toenmalige provincies Liangguang, Huguang en Liangjiang en gouverneur van verschillende provincies. Zhang Zhidong heeft zich tijdens zijn loopbaan vooral met onderwijs beziggehouden en hij is van grote invloed geweest op de hervormingen in het onderwijssysteem in China aan het eind van de Qing.
Zhang zette in 1898 zijn ideeën over onderwijs uiteen in het boek 'Quan xue pian'. De Guangxu-keizer was zeer over het boek te spreken en tijdens de hervormingen van de Honderd Dagen werd een hoofdstuk uit het boek, dat over hervorming van de examens ging, zelfs de wet. Keizerin-weduwe Cixi draaide de tijdens de Honderd Dagen doorgevoerde hervormingen weer terug, maar in 1901 werd een nieuwe ronde van hervormingen doorgevoerd. Zhang Zhidong speelde in deze periode weer een belangrijke rol bij het hervormen van het onderwijssysteem, waarin de examens werden hervormd en er opdracht werd gegeven tot oprichting van moderne scholen, waar behalve Chinese ook westerse wetenschap werd onderwezen. De tijdens deze tweede ronde doorgevoerde hervormingen bleken toch voor velen niet ver genoeg te gaan en in 1905 diende Zhang Zhidong samen met Yuan Shikai en enige andere hoge ambtenaren een voorstel in tot onmiddellijke afschaffing van de examens. Hierop schafte Cixi de examens af.
Zhang Zhidong zette zich in de jaren hierna in voor behoud van kennis van de Dertien Klassieken, maar grotendeels tevergeefs. Zhang overleed in 1909, kort nadat hij ontslag had genomen als ambtenaar.